# 앨리스 페이
앨리스 페이(Alice Faye, 1915년 5월 5일 ~ 1998년 5월 9일)는 미국의 영화배우, 배우, 가수, 연극 배우, 성우이다.

## 영화
- 세기의 영화 (1994년)
- 매직 오브 래시 (1978년)
- 어느 박람회장에서 생긴 일 (1962년)
- 폴린 엔젤 (1945년)
- 포 질스 인 어 지프 (1944년)
- 헬로우 프리스코, 헬로우 (1943년)
- 갱스 올 히어 (1943년)
- 위크-엔드 인 하바나 (1941년)
- 댓 나잇 인 리오 (1941년)
- 그레이트 아메리칸 브로드캐스트 (1941년)
- 릴리언 러셀 (1940년)
- 틴 팬 앨리 (1940년)
- 로즈 오브 워싱턴 스퀘어 (1939년)
- 샐리, 아이린 앤 메리 (1938년)
- 알렉산더의 랙타임 밴드 (1938년)
- 대뉴욕 (1938년)
- 유어 어 스윗하트 (1937년)
- 유 캔트 해브 에브리씽 (1937년)
- 웨이크 업 앤 라이브 (1937년)
- 온 더 에비뉴 (1937년)
- 시카고 (1937년)
- 스토우어웨이 (1936년)
- 푸어 리틀 리치 걸 (1936년)
- 싱, 베이비, 싱 (1936년)
- 희극의 왕 (1936년)
- 뮤직 이즈 매직 (1935년)
- 에브리 나잇 앤 에이트 (1935년)
- 조지 화이트의 1935 스캔달 (1935년)
- 365 나이츠 인 헐리우드 (1934년)
- 조지 화이트의 스캔달 (1934년)